# Leah Kirchmann
Pour les articles homonymes, voir Kirchmann.
Leah Kirchmann, née le 30 juin 1990 à Winnipeg, est une coureuse cycliste professionnelle canadienne membre de l'équipe Sunweb. Elle a notamment été championne du Canada sur route et du contre-la-montre en 2014.

## Biographie
Elle pratique le ski de fond à partir de l'âge de  ans et commence le cyclisme, à la fois sur route et VTT, à 13 ans. Elle continue à pratiquer les deux disciplines en parallèle selon la saison. En 2008, elle décide de se consacrer au cyclisme. Elle participe aux championnats du monde juniors sur route et VTT la même année,.
Elle devient professionnelle en 2011 chez Colavita-Forno d'Asolo. Elle rejoint l'année suivante l'équipe Optum-Kelly Benefit Strategies, toujours sous la direction de Rachel Heal.
En 2014, elle devient la première femme à être championne du Canada du critérium, du contre-la-montre et sur route simultanément.
En 2015, elle remporte la deuxième étape du Tour de Californie dans un sprint en côte. Elle récidive le lendemain en s'imposant dans le sprint massif,. Elle remporte le classement général de l'USA Cycling National Racing Calendar après la Philadelphia Cycling Classic . 

### 2016
Au Circuit Het Nieuwsblad, Leah Kirchmann termine troisième du sprint du peloton et quatrième de la course. Elle prend la bonne échappée au Drentse 8. Elle remporte au sprint l'épreuve et obtient ainsi sa première victoire en Europe.
Au Tour de l'île de Chongming, Leah Kirchmann est deuxième du sprint de la première étape, puis de nouveau deuxième le lendemain. Dixième de la dernière étape, elle est troisième du classement général final. 
Au Tour d'Italie, Leah Kirchmann remporte le prologue, mais perd le maillot rose dès le lendemain. Huitième des deuxième, troisième et quatrième étapes, elle est neuvième du classement général avant la première étape de montagne, où elle se classe treizième à plus de cinq minutes de Mara Abbott. À la même place le lendemain, elle reperd du temps mais réintègre le top dix du classement général. Elle se classe huitième du contre-la-montre et devient huitième du classement général, place qu'elle conserve jusqu'au bout.
Fin juillet, Leah Kirchmann se classe troisième du sprint massif de RideLondon-Classique. Elle est sélectionnée pour la course en ligne des Jeux olympiques de Rio et se classe trente-huitième.
Au Grand Prix de Plouay, elle accélère à mi-course avec Katarzyna Niewiadoma. Cela disloque le peloton, mais celui-ci ne les laisse pas partir. À l'entrée du dernier tour, Leah Kirchmann part seule en tête. Elle n'est reprise que dans la côte de Ty Marrec.La victoire se joue dans un sprint à quatorze où elle est sixième.
Elle termine la saison à la deuxième place de l'UCI World Tour derrière Megan Guarnier.

### 2017
Elle s'impose au GP Gatineau au sprint. 
Au Women's Tour, sur la quatrième étape, Shara Gillow attaque. Elle est accompagnée de Leah Kirchmann et Sarah Roy. Par la suite, Christine Majerus effectue la jonction. Derrière le peloton se relève. Les échappées compte deux minutes d'avance à vingt kilomètres de la ligne. Dix kilomètres plus loin, Shara Gillow ne peut plus suivre le rythme imprimé. Christine Majerus et Sarah Roy lâchent ensuite Leah Kirchmann. Elle est finalement troisième et remonte à la troisième place du classement général,. Néanmoins, sur l'ultime étape, Hannah Barnes chasse les bonifications et fait redescendre Leah Kirchmann à la quatrième place,. Sur la course en ligne de l'Open de Suède Vårgårda, Leah Kirchmann se classe troisième du sprint final. Aux championnats du monde du contre-la-montre par équipes, elle fait partie de la composition de la formation Sunweb qui remporte le titre.

### 2018

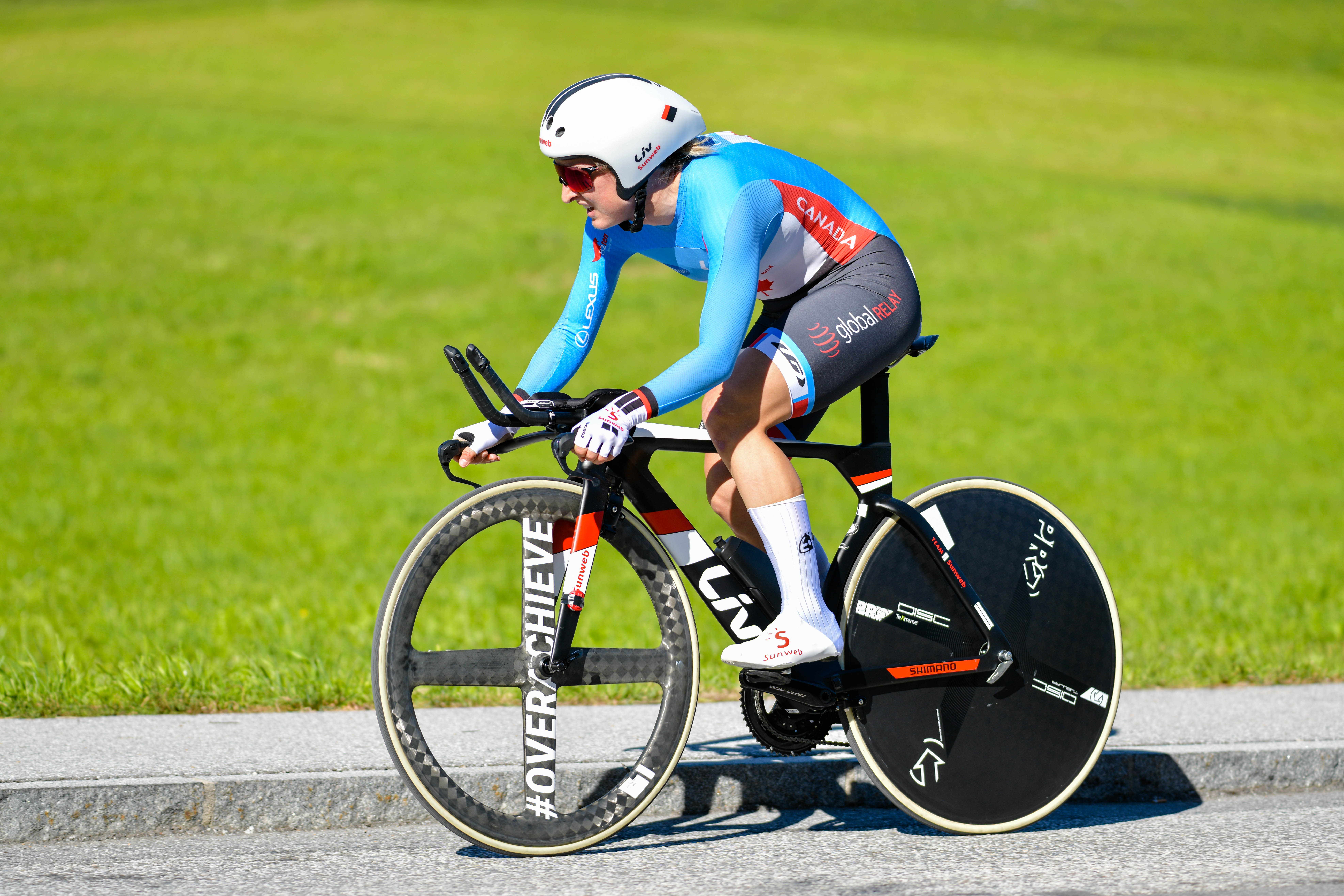
Leah Kirchmann est quatrième du contre-la-montre des championnats du monde

Elle est deuxième au sprint de la Flèche brabançonne derrière Marta Bastianelli. Elle gagne le titre national du contre-la-montre au Canada. Au Tour d'Italie, la formation Sunweb remporte le contre-la-montre par équipes inaugural. Ellen van Dijk endosse le maillot rose,. Lors de la deuxième étape, Lucinda Brand se pare à son tour de la tunique de leader. Leah Kirchmann est quatrième de la troisième étape et prend la tête du classement général.
Au Boels Ladies Tour, elle est quatrième du prologue. Elle est septième du contre-la-montre individuel et finit ainsi l'épreuve à la cinquième place. Elle se classe quatrième du championnat du monde du contre-la-montre,.

### 2019
À Liège-Bastogne-Liège, Maria Novolodskaya passe au sommet de la côte de Wanne et de la côte de Brume, où elle se détache. Elle est ensuite rejointe par Leah Kirchmann. Leur avance culmine à une minute trente. Elles sont rejointes dans la côte de la Redoute. Au Grand Prix cycliste de Gatineau, Leah Kirchmann, sous les couleurs du Canada, s'impose au sprint. 

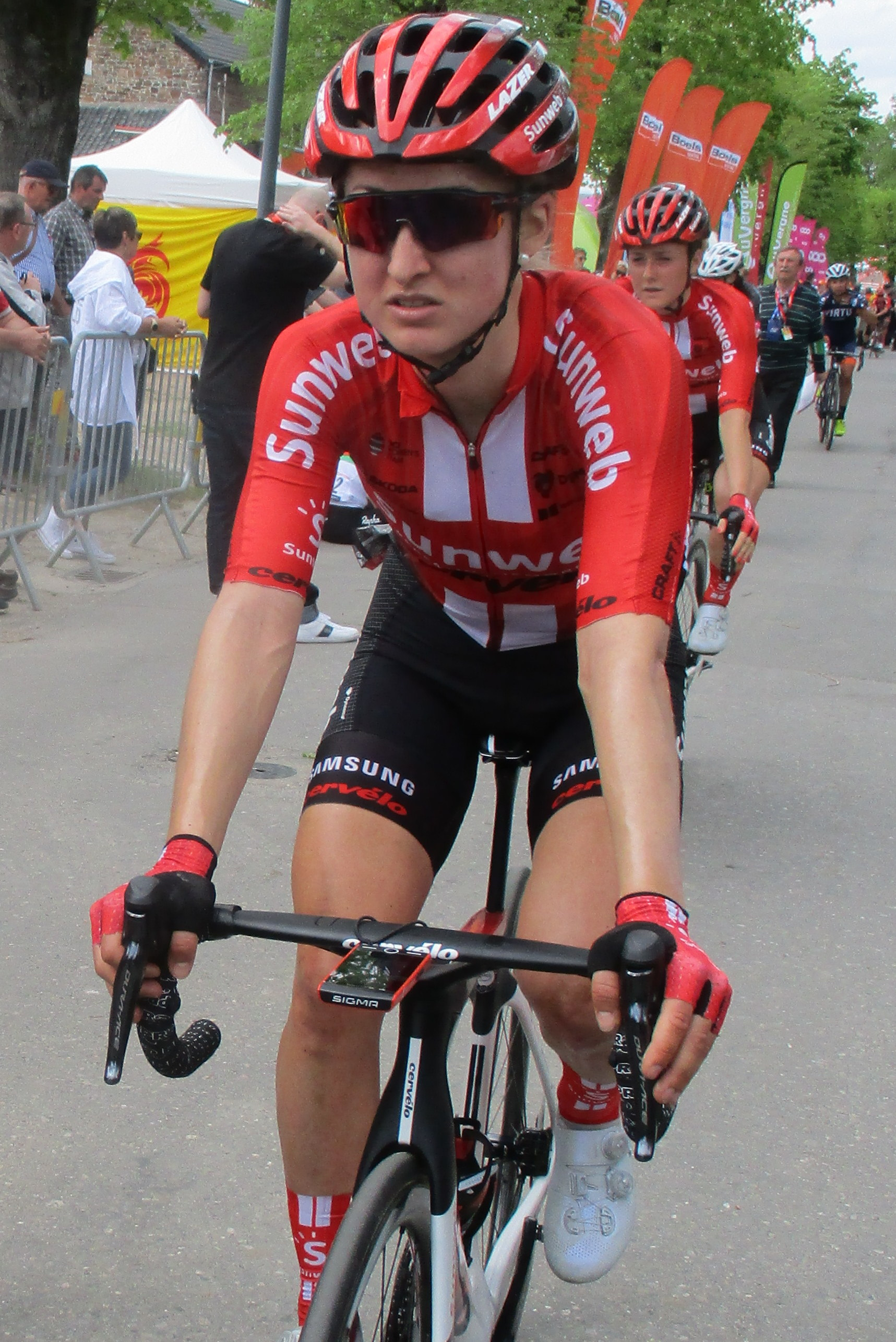
À la Flèche wallonne 2019

Au Women's Tour, sur la deuxième étape, Leah Kirchmann prend l'échappée, mais celle-ci est reprise. Sur la cinquième étape, Leah Kirchmann est de nouveau à l'attaque. Elle gagne le sprint du peloton et prend ainsi la quatrième place de l'étape. La Canadienne est deuxième du sprint le lendemain derrière Amy Pieters. Elle remonte ainsi à la sixième place du classement général. Leah Kirchmann gagne le titre de championne du Canada en contre-la-montre. Sur route, un mouvement de flottement permet à Karol-Ann Canuel de s'isoler. Leah Kirchmann est deuxième. Elle se classe deuxième de La course by Le Tour de France 2019,. Elle est troisième du Tour de Norvège.
Leah Kirchmann souffre d'une lésion de son ligament collatéral tibial à la suite de sa chute au Boels Ladies Tour et doit mettre fin à sa saison.

### 2020
Lors du Tour Down Under, elle remporte le classement par points.

### 2021
Au Festival Elsy Jacobs, Lorena Wiebes remporte le prologue devant sa coéquipière Leah Kirchmann. Sur la première étape, Leah Kirchmann est troisième du sprint. Elle est deuxième du classement général final.
Elle est troisième du contre-la-montre du Women's Tour et en prend la sixième place au classement général.

## Vie privée
En 2013, elle termine avec succès ses études en arts et science en nutrition, spécialisé en santé publique à la Quest University à Squamish. Après sa carrière, elle souhaite travailler dans ce domaine. Elle est également impliquée en tant qu'ambassadrice de l'organisation Fast and Female (Rapides et Radieuses), qui fait la promotion du sport chez les jeunes filles.

## Palmarès sur route

### Par années
- 2010

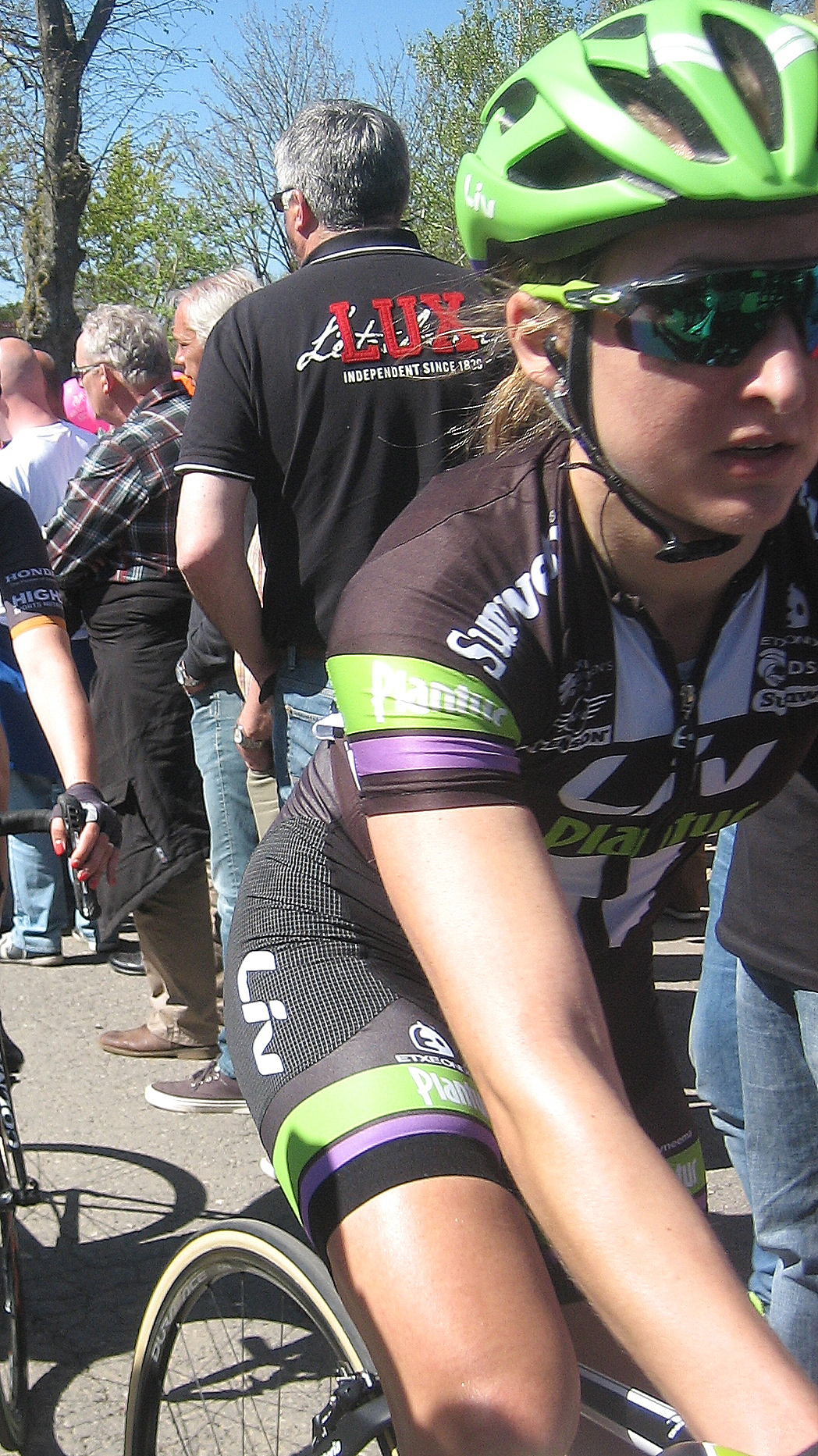
À la Flèche wallonne 2016.

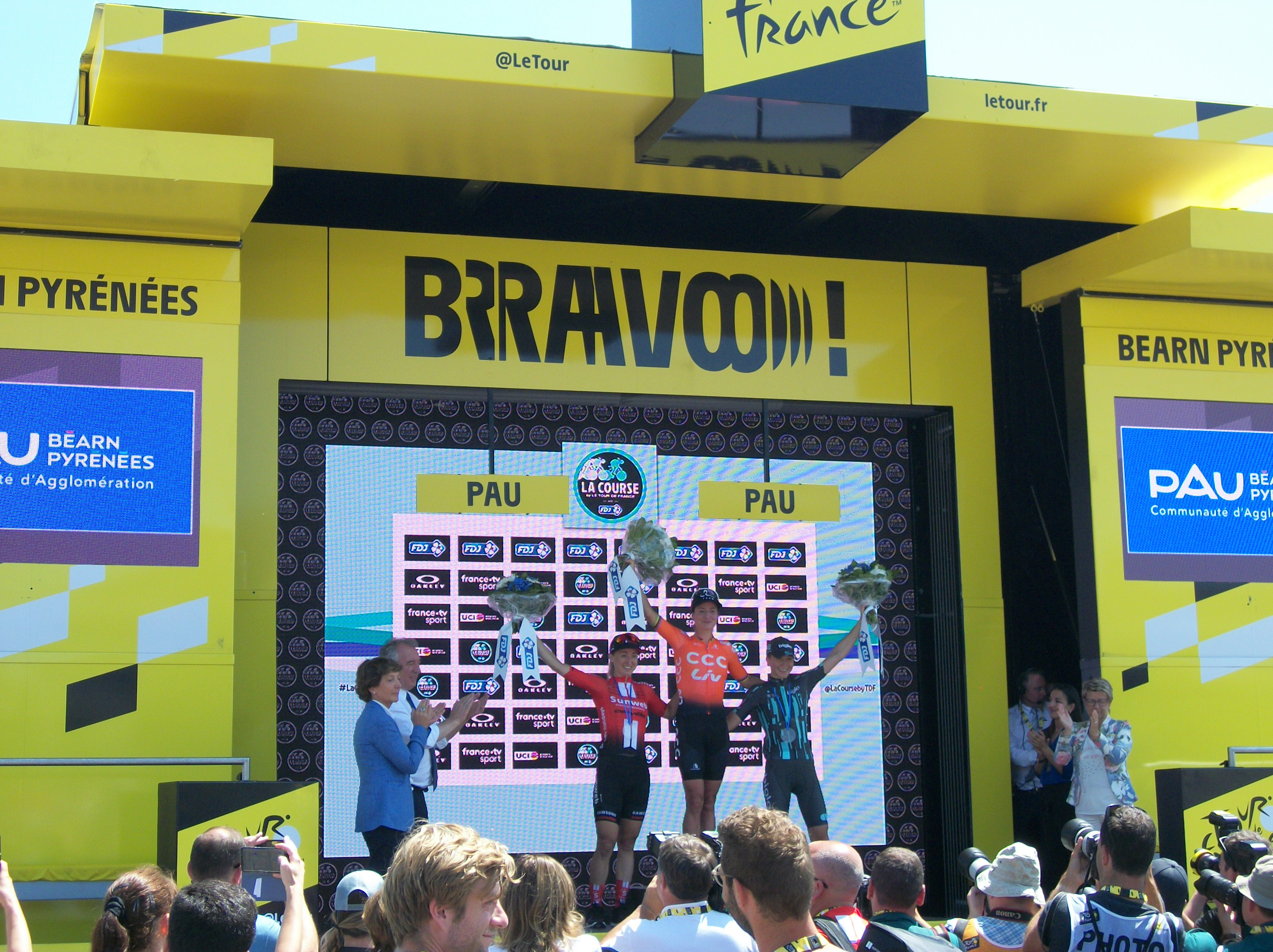
Podium de La course by Le Tour de France 2019 à Pau : 1re : Marianne Vos, 2e : Leah Kirchmann, 3e Cecilie Uttrup Ludwig

  -  Championne du Canada du critérium
  -  Championne du Canada sur route espoirs
- 2011
  -  Championne du Canada du critérium
  - 5e étape du Nature Valley Grand Prix
  - 2e de la Clarendon Cup
  - 2e de l'USA Cycling National Racing Calendar
  - 10e du championnat panaméricain sur route
- 2012
  - 2e du championnat panaméricain sur route
  - 3e de la Clarendon Cup
- 2013
  -  Championne du Canada du critérium
  - Tucson Bicycle Classic :
    - Classement général
    - 2e et 3e étapes

  - 2e du championnat du Canada sur route
- 2014
  -  Championne du Canada sur route
  -  Championne du Canada du contre-la-montre
  -  Championne du Canada du critérium
  - 1re étape de la Tucson Bicycle Classic (contre-la-montre)
  - 3e étape de la San Dimas Stage Race
  - White Spot-Delta Road Race
  - 2e du Chrono Gatineau
  - 3e de La Course by Le Tour de France
  - 3e de la Redlands Bicycle Classic
- 2015
  - 2e étape de la Joe Martin Stage Race
  - 2e et 3e étapes du Tour de Californie
  - USA Cycling National Racing Calendar
  - 2e du Tour de Californie
  - 2e du Tour de Delta
  - 2e du championnat du Canada sur route
  - 3e du championnat du Canada du contre-la-montre
  - 3e du championnat du Canada du critérium
- 2016
  - Drentse 8
  - Prologue du Tour d'Italie
  - 2e de l'Omloop van het Hageland
  - 3e du Tour de l'île de Chongming
  - 3e du Grand Prix cycliste de Gatineau
  - 3e du championnat du Canada sur route
  - 3e de RideLondon-Classique
  - 6e du Grand Prix de Plouay
  - 6e du The Women's Tour
  - 7e de Gand-Wevelgem
  - 8e du Tour d'Italie
  - 9e du contre-la-montre par équipes de l'Open de Suède Vårgårda
  - 10e des Strade Bianche
  - 10e du Tour de Drenthe
- 2017
  -  Championne du monde du contre-la-montre par équipes
  -  Championne du Canada du critérium
  - Grand Prix cycliste de Gatineau
  - 2e du championnat du Canada du contre-la-montre
  - 3e de la course en ligne de l'Open de Suède Vårgårda
  - 4e du The Women's Tour
  - 4e du contre-la-montre par équipes de l'Open de Suède Vårgårda
  - 9e du Madrid Challenge by La Vuelta
- 2018
  -  Championne du Canada du contre-la-montre
  - 1re étape du Tour d'Italie (contre-la-montre par équipes)
  - Contre-la-montre par équipes du Tour de Norvège
  - 1re étape du Madrid Challenge by La Vuelta (contre-la-montre par équipes)
  - 2e de la Flèche brabançonne
  - 2e du contre-la-montre par équipes de l'Open de Suède Vårgårda
  - 3e du championnat du Canada du critérium
  -  Médaillée de bronze du championnat du monde du contre-la-montre par équipes
  - 4e du championnat du monde du contre-la-montre
  - 4e de la Madrid Challenge by La VueltaPodium de La course by Le Tour de France 2019 à Pau : 1re : Marianne Vos, 2e : Leah Kirchmann, 3e Cecilie Uttrup Ludwig
  - 5e du Boels Ladies Tour
- 2019
  -  Championne du Canada du contre-la-montre
  - Grand Prix cycliste de Gatineau
  - 2e du Chrono Gatineau
  - 2e du championnat du Canada sur route
  - 2e de La course by Le Tour de France
  - 3e de l'Omloop van het Hageland
  - 3e du contre-la-montre par équipes de l'Open de Suède Vårgårda
  - 3e du Tour de Norvège
  - 6e du The Women's Tour
  - 10e de la course en ligne de l'Open de Suède Vårgårda
- 2020
  - 5e de la Cadel Evans Great Ocean Road Race
  - 5e de La Madrid Challenge by La Vuelta
- 2021
  - 2e du Festival Elsy Jacobs
  - 6e du Women's Tour

### Classements mondiaux
| Année                                 | 2010 | 2011 | 2012 | 2013 | 2014 | 2015 | 2016 | 2017 | 2018 | 2019 | 2020 | 2021 | 2022 | 2023  |
| ------------------------------------- | ---- | ---- | ---- | ---- | ---- | ---- | ---- | ---- | ---- | ---- | ---- | ---- | ---- | ----- |
| Classement UCI                        | 147e | 95e  | 56e  | 124e | 32e  | 31e  | 8e   | 24e  | 31e  | 18e  | 23e  | 60e  | 827e | 1091e |
| UCI World Tour                        |      |      |      |      |      |      | 2e   | 22e  | 24e  | 18e  | 18e  | 66e  | 229e | nc    |
|                                       |      |      |      |      |      |      |      |      |      |      |      |      |      |       |
| Légende : nc = non classéSource : UCI |      |      |      |      |      |      |      |      |      |      |      |      |      |       |

## Palmarès en VTT
- 2006
  -  Championne du Canada de cross-country juniors